# Pensamiento Latinoamericano en Ciencia, Tecnología y Desarrollo
El Pensamiento Latinoamericano en Ciencia, Tecnología y Desarrollo (PLACTED),también llamado Pensamiento Latinoamericano en Ciencia, Tecnología y Sociedad (PLACTS), o Escuela Latinoamericana de Pensamiento Latinoamericano en Ciencia, Tecnología y Desarrollo (ELAPCyTED),es una  corriente de pensamiento surgida en diversos países de América Latina entre 1960 y  principios de 1970, como respuesta a diversas preocupaciones que vinculan a la ciencia y la tecnología con la sociedad.
Conformaron esta corriente de pensamiento científicos, tecnólogos, sociólogos y economistas  latinoamericanos, que, desde lugares diversos como universidades, empresas públicas o instituciones gubernamentales, dedicaron parte de su tiempo a pensar en la problemática Ciencia, Tecnología y Sociedad, en el marco de una intención de cambio social para los países latinoamericanos, realizando aportes originales.

## Personalidades destacadas
Las figuras más destacadas del PLACTED fueron Amilcar Herrera, Jorge Sabato, Oscar Varsavsky, Rolando García, Enrique Oteiza, Manuel Sadovsky, Alberto Araoz, Carlos Martinez Vidal, Mario Bunge, Jorge Katz, en Argentina; Darcy Ribeiro, José Leite Lopes, Helio Jaguaribe, Renato Peixoto Dagnino, Léa Velho en Brasil; Miguel Wionczek, Luisa Leal, Alejandro Nadal Egea en México; Francisco Sagasti en Perú; Máximo Halty Carrere en Uruguay, Marcel Roche, Carlota Pérez, Dulce de Uzcategui en Venezuela y Osvaldo Sunkel en Chile, entre otros.

## Biblioteca PLACTED
La “Biblioteca PLACTED – Colaborativa y de Acceso Libre” fue creada en junio de 2020 por la Cátedra Libre Ciencia, Política y Sociedad de la Universidad Nacional de La Plata y la Red PLACTS.
Reúne más de trescientos títulos de autores del PLACTED entre artículos y libros. En abril de 2021 se cargó todo el material de la biblioteca en el repositorio institucional la Asociación Latinoamericana de Estudios Sociales de la Ciencia y la Tecnología (ESOCITE).